# Yates County
Yates County je okres ve státě New York ve Spojených státech amerických. K roku 2010 zde žilo 25 348 obyvatel. Správním městem okresu je Penn Yan. Celková rozloha okresu činí 974 km².